# Biserica Sfânta Tereza din București
Biserica Sf. Tereza a Pruncului Isus este un lăcaș de cult situat în Șos. Olteniței nr. 3-5 din București, care servește ca Parohie romano-catolică a Arhiepiscopiei Romano-Catolice de București.

## Istoria
În data de 19 iulie 1936 arhiepiscopul Alexandru Cisar a sfințit piatra fundamentală la capela Sfânta Tereza din Cimitirul Bellu catolic, lucrările fiind încheiate în același an. Biserica a fost sfințită de arhiepiscopul Cisar la 1 noiembrie 1936. 
Sfâta patroană a bisericii este Tereza de Lisieux, sărbătorită pe 1 octombrie.
Parohia a fost înființată pe data de 1 august 1975, după ce a fost mai întâi filială a Catedralei Sfântul Iosif și apoi filială a Parohiei Bărăția. De la înființarea Parohiei, numărul credincioșilor a crescut o dată cu mărirea cartierelor din sectoarele 4 și 5 ale Capitalei. 
Comunitatea este formată din credincioși născuți în București, cât și din credincioși veniți din diferite regiuni ale țării.
Parohia are următoarele filiale: Jilava, comuna 1 Decembrie și Adunații Copăceni, unde comunitățile catolice nu au lăcașe de cult.

## Construcția
A fost proiectată de arhitectul Romano de Simon și de lucrări s-a îngrijit parohul Catedralei romano-catolică, Mons. Iosif Schubert. Clădirea are o suprafață de 200 mp, fiind lungă de 21 m, lată de 9 m și înaltă de 6 m. Ca elemente de arhitectură întâlnim arcade romanice, precum si coloane compozite (corintice și ionice). 

## Interiorul
Interiorul bisericii prezintă un stil unitar, ce conduce privirea spre altarul care se află în absida semicirculara. Lumina filtrată de vitralii creează o ambianță plăcută, ce predispune la rugăciune și interiorizare. 
La biserică s-au făcut lucrări de reparare și înnoire în diferite perioade, cu ajutorul enoriașilor, prin grija parohilor. Au fost montate panourile tip vitraliu, precum și marmora din biserică. Dintre vitralii remarcăm: Calea Crucii, imaginea Sfintei Tereza ținând crucea și florile de trandafir. Ele sunt opera artiștilor Violeta Mihăilescu și Alexandru Bretcanu. 

## Statui
De asupra tabernacolului, în abside, se află o statuie a Mântuitorului cu Preasfânta Sa Inima. 
La dreapta din altar se găsesc statuile a Fer. Vladimir Ghica și Sf. Sfânta Tereza a Pruncului Isus. 
La stânga din altar se află Sf. Iosif și Sf. Anton de Padova. Mai este o statuie a Sfintei Fecioare Maria de asupra unui altar lateral în prezbiteriu.

## Casa parohială
În ultimii ani, s-a reparat casa parohială, care este în aceeași clădire cu administrația Cimitirului catolic "Bellu", și s-a realizat pe fațada exterioară a clădirii un mozaic de dimensiuni mari (aproximativ 45 mp) reprezentându-L pe Hristos, care-i eliberează de legătura morții pe Adam si Eva, lucrare realizată în 1997 de artistul Nicolae Pascu, o inițiativă Arhiepiscopului Ioan Robu.

## Curte
Lângă biserică, s-a construit mai târziu Școala generală "Sfântul Iosif", o grotă a sfintei Fecioare Maria și un parc cu o statuie a Sf. Josemaría Escrivá de Balaguer.

## Galerie

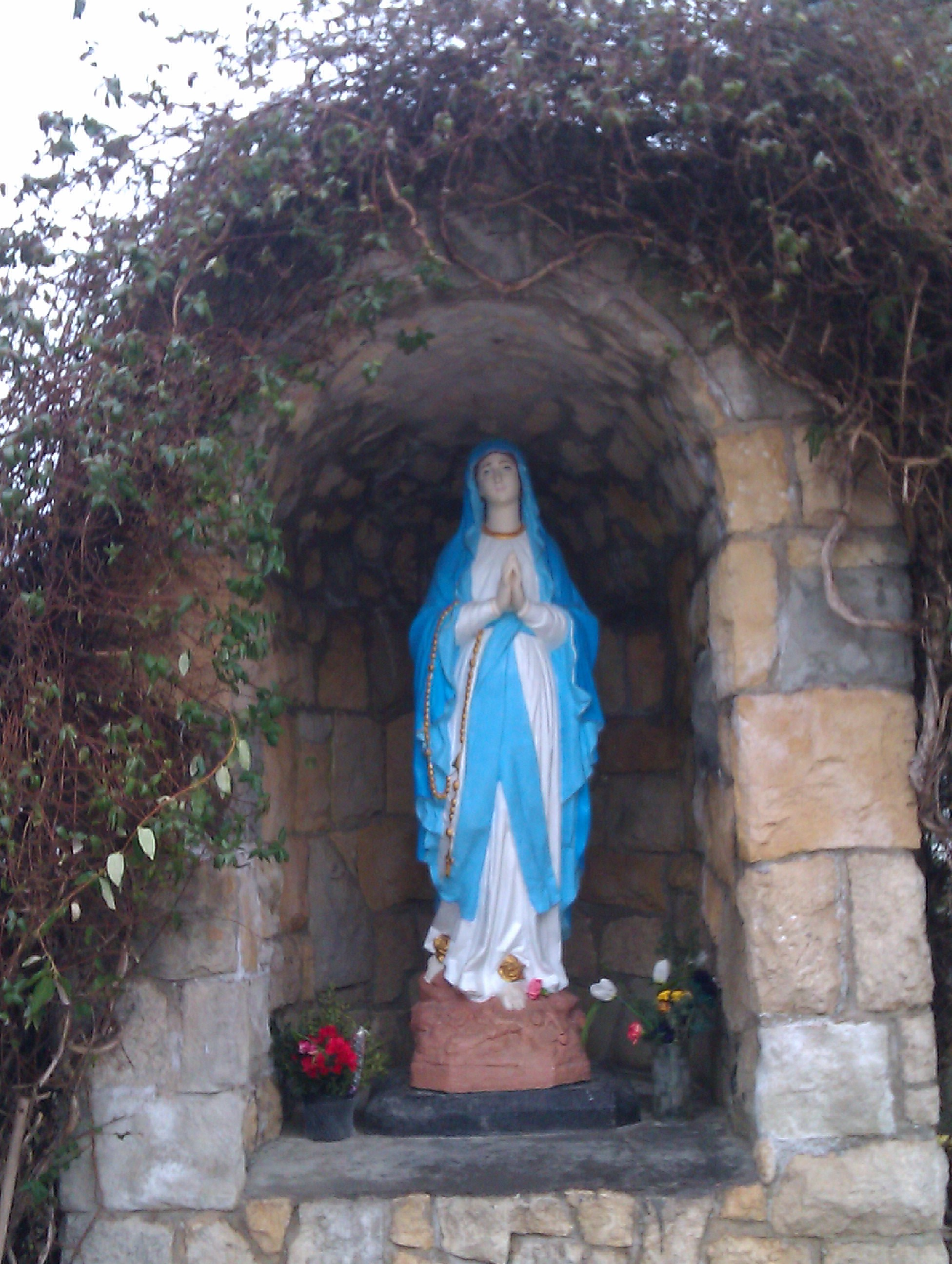
Grota Sfintei Fecioare Maria din curtea Bisericii Sf Tereza din București
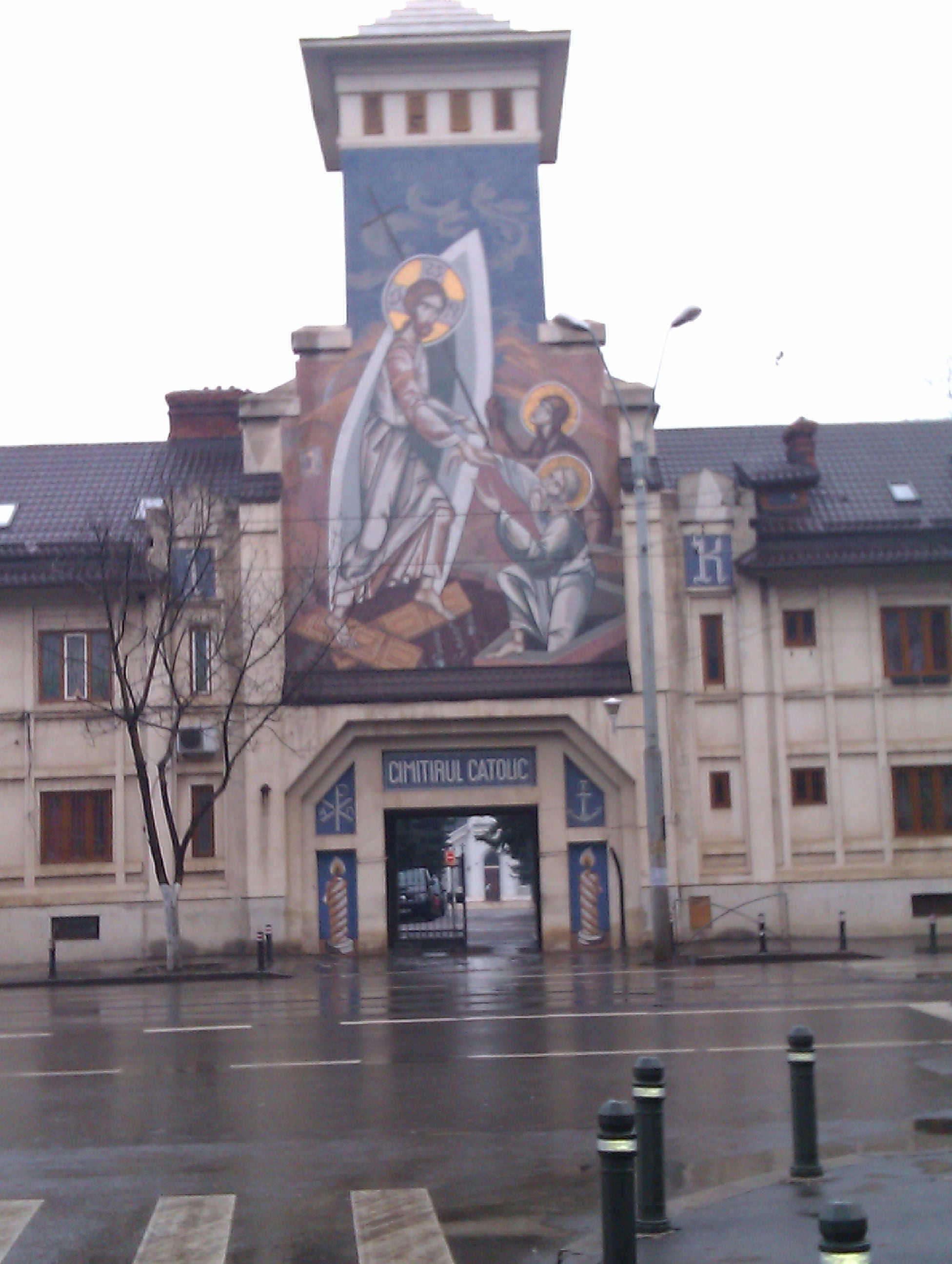
Casa parohiala a Bisericii Sf Tereza din București (intrare la Cimitirul Bellu catolic)
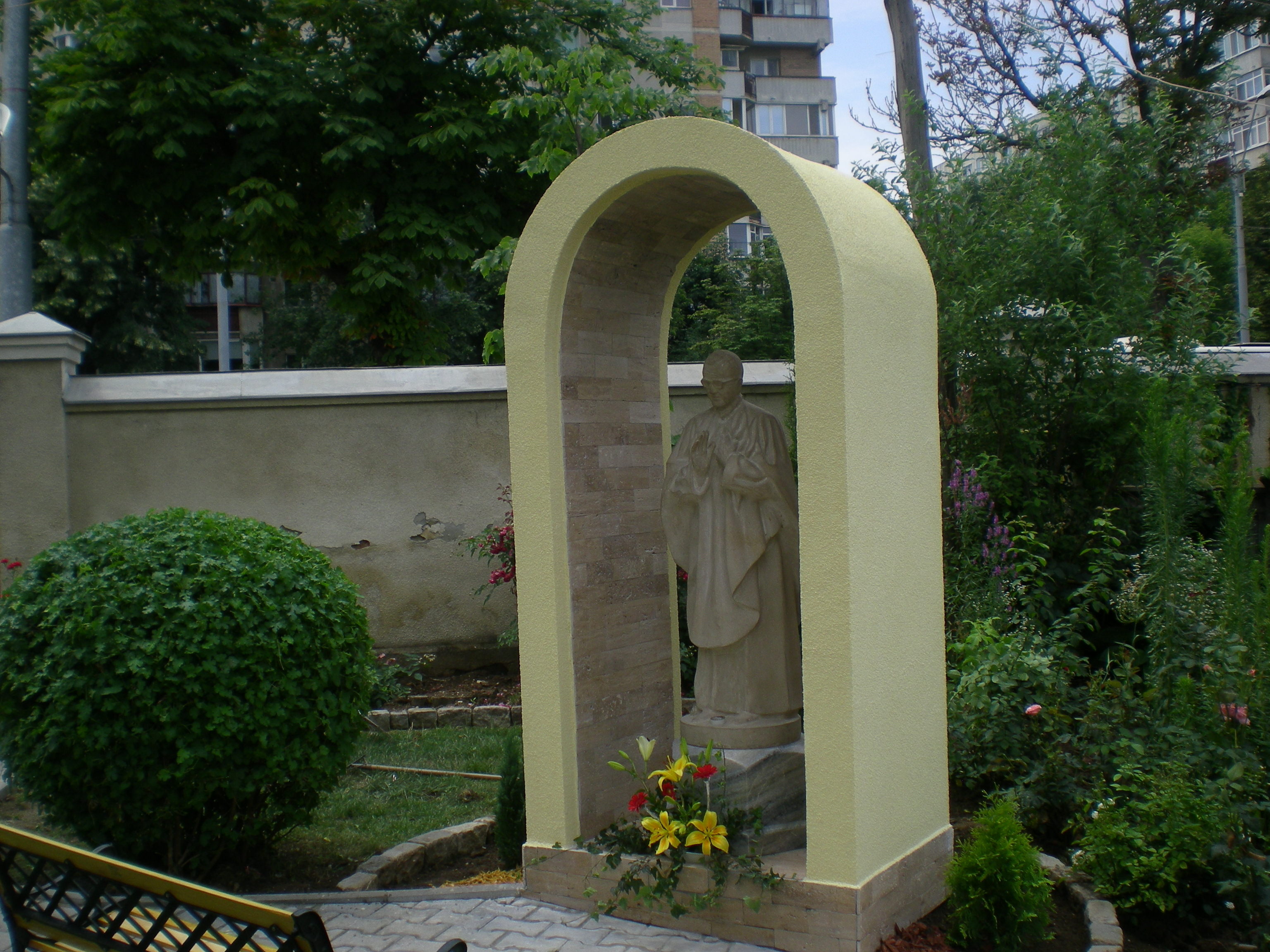
Statuie a Sf. Josemaria din curtea Bisericii Sf. Tereza din București